# Dimităr Nikolaev Popov
Dimităr Nikolaev Popov (Sofia, 27 febbraio 1970) è un ex calciatore bulgaro, di ruolo portiere.